# Pablo Cibramonte
Pablo Cibramonte o Pablo Vibramonte fue un carmelita español, nacido en Zaragoza, que vivió a últimos del siglo XVI y principios del siglo XVII. Sobresalió como teólogo y matemático y ocupó los puestos de lector y provincial de su orden y conquistó fama de ser tan sabio como virtuoso.

## Obra
Publicó la obra Artificiosa Rota orbicularis Orbis Caelestis, impresa bajo su vigliancia y dejó manuscritas  las tituladas: De Mathematicis Rudimentis Opusculum y De Universis Sciothericorum Texturis figurandis.
- El contenido de este artículo incorpora material del tomo 13 de la Enciclopedia Universal Ilustrada Europeo-Americana (Espasa), cuya publicación fue anterior a 1945, por lo que se encuentra en el dominio público.

- Datos: Q6055901